# Ironlev
Ironlev S.p.A. es una empresa italiana que se especializa en el desarrollo de tecnologías avanzadas para el transporte de alta velocidad mediante sistemas de levitación magnética. Fundada en 2014, Ironlev se centra en la innovación en el sector del transporte para ofrecer soluciones más eficientes y rápidas.

## Historia
Ironlev fue fundada en 2014 con el objetivo de revolucionar el sector del transporte mediante el desarrollo de tecnologías de levitación magnética. La empresa ha trabajado en varias iniciativas y proyectos para avanzar en la implementación de sistemas de transporte de alta velocidad en Italia y a nivel internacional.

## Tecnología
Ironlev se especializa en el desarrollo de sistemas de levitación magnética que permiten el transporte de vehículos a alta velocidad con una mínima resistencia al movimiento. La tecnología de Ironlev incluye sistemas de suspensión magnética y propulsión para ofrecer una experiencia de transporte rápida y eficiente.

## Proyectos
Ironlev ha estado involucrada en diversos proyectos de investigación y desarrollo para implementar su tecnología en diferentes contextos, desde sistemas de transporte urbano hasta soluciones de movilidad interurbana.